# Пивоварний завод (Івано-Франківськ)
Івано-Франківський пивзавод, або Пивоварний завод — пам'ятка архітектури національного значення у місті Івано-Франківськ.
Складається із двох корпусів — солодового та варного цеху, які зведені в 1767 р. Пам'ятка є рідкісним зразком промислової архітектури України другої половини XVIII століття. Охоронний номер 1137.

## Історія
1767 — веде своє літочислення пивоварний завод в Станіславі. Побудовані дві дерев'яні будівлі в стилі бароко для виробництва пива.
1787 — заводом володів граф Пйотр Потоцький.
1801 — пивоварня перейшла у власність Австро-Угорської держави за борги графа Потоцького.
1888 — пивоварня належала братам Лінднерам.
1905 — завод купив Петер Зедельмайер, у власності родини якого завод перебував до другої світової війни. В середині XIX століття на пивоварні працювало 40 чоловік. Разом з пивоварнею на західній околиці міста, в с. Княгинин, завод виготовляв щорічно 12 тис. відер пива, а також пивні дріжджі.
1912 — «Бровар Parowy Sedelmajera Sp.zoo» розташовувався на вулиці Седельмаєрівській (Зедельмаєрівській) і мав 57 робітників. Після економічної кризи число робочих дещо скоротилося, але не надовго.
1936 — капітал товариства становив 300 тис. злотих, пивоварня виробляла близько 300 тис. дал. пива щорічно, яке продавали більше 20 оптових складів в Станиславові та Калуші.
1945 — під час війни завод називався «Dampfbrauerei GmbH»
1983 — зварено 909 тис. декалітрів пива
1997 — одне з найстаріших підприємств України припинило своє існування, не витримавши конкуренції з іншими виробниками. На фасаді заводу збереглася дата «1767», яка підтверджується охоронною дошкою пам'ятки архітектури.
Територію заводу викупила фірма «Гаразд Україна», яка зобов'язалася до 2009 р відновити пам'ятник архітектури, побудувати кафе, музей пивоваріння та міні-пивзавод.

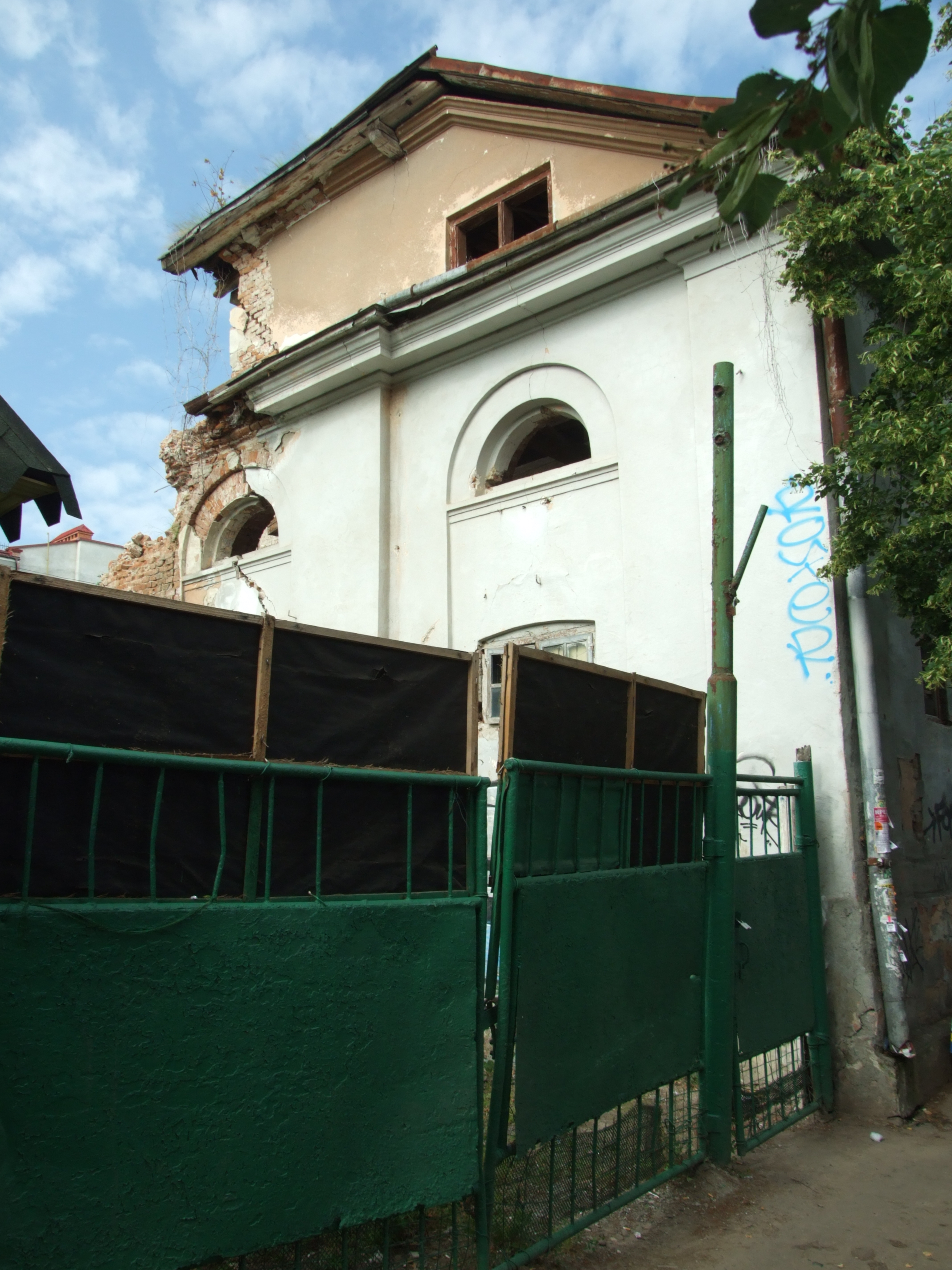
Солодовий цех (2012 рік)
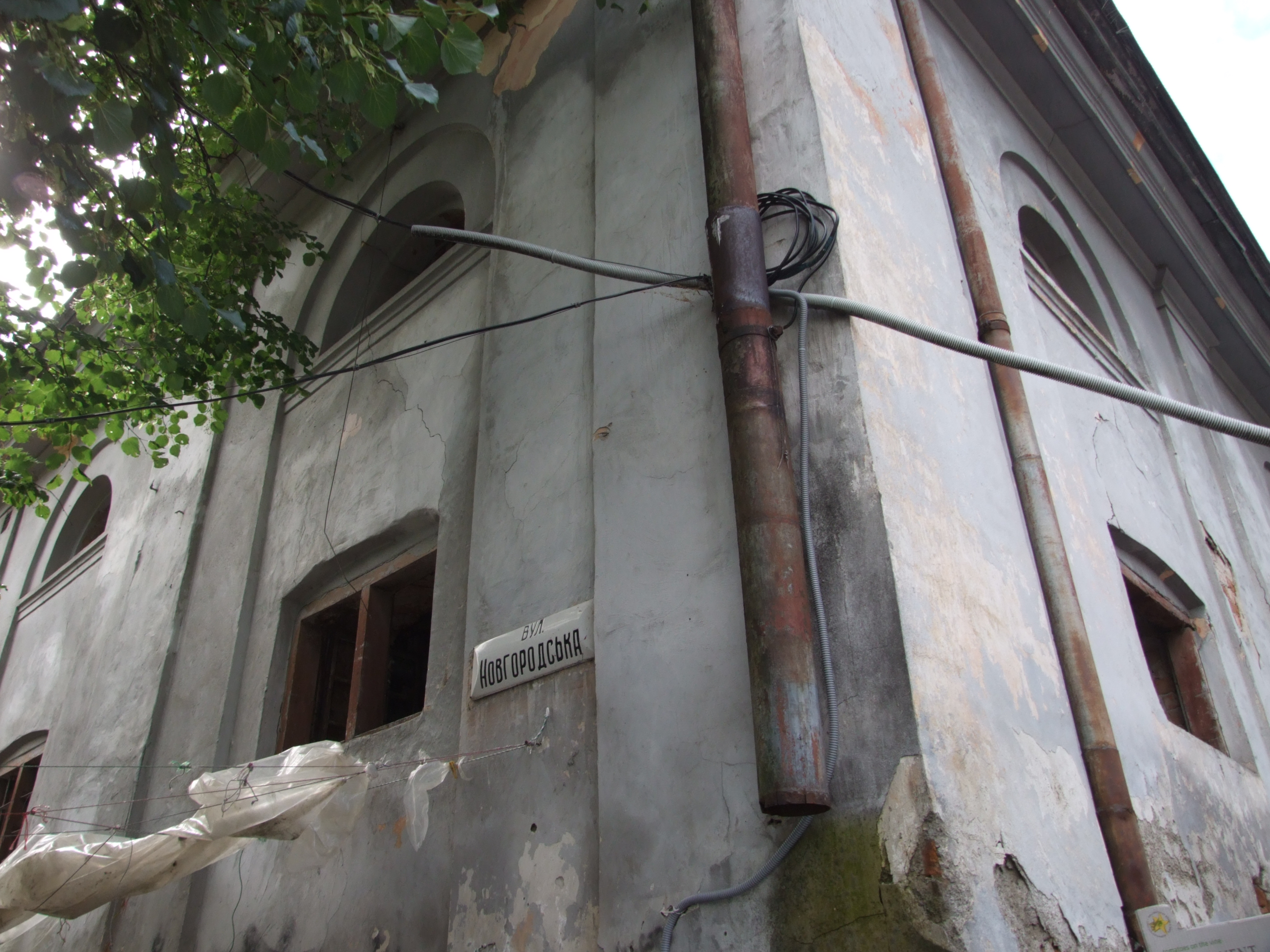
Солодовий цех. Фрагмент (2012 рік)
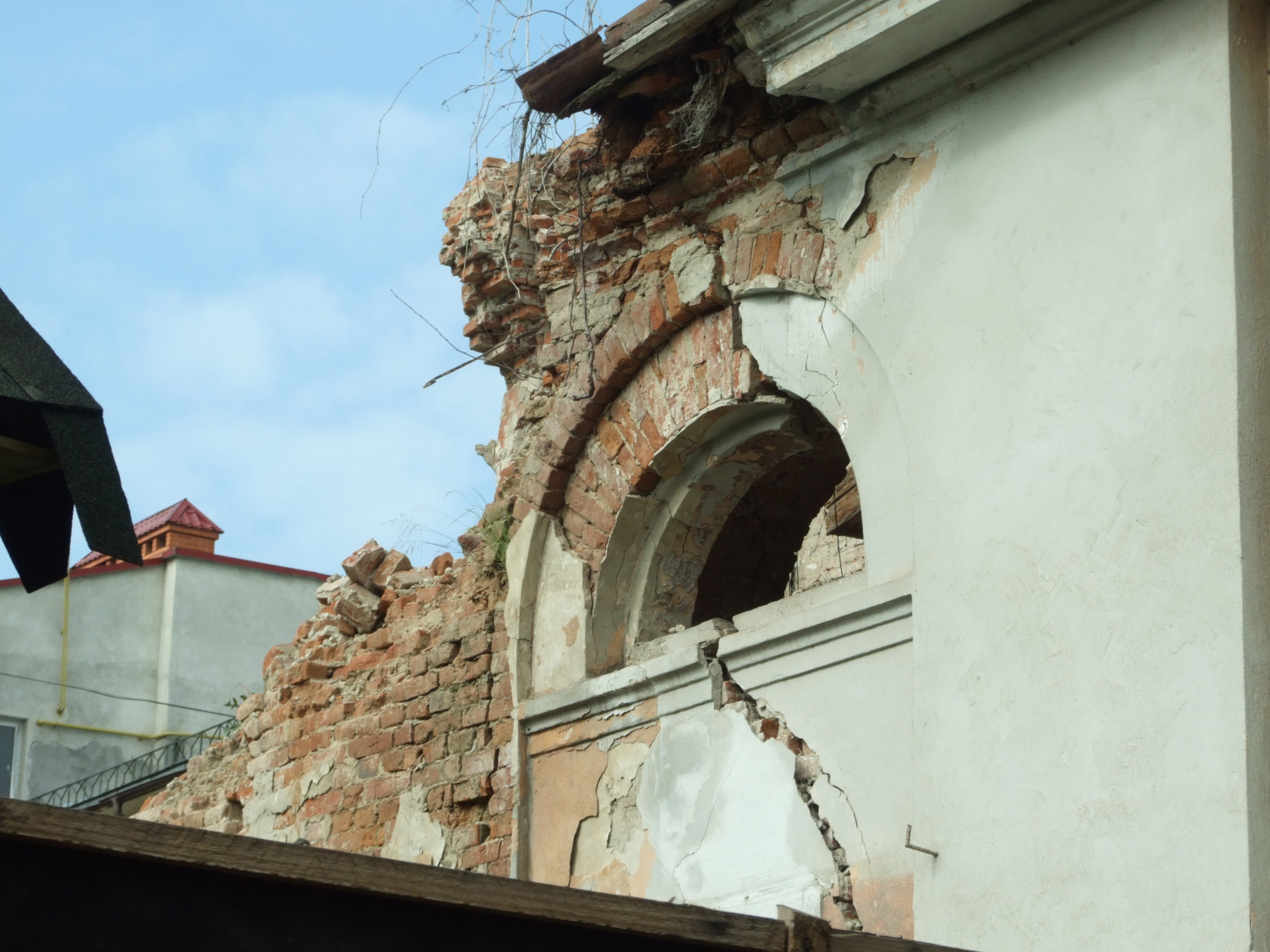
Солодовий цех. Фрагмент (2012 рік)
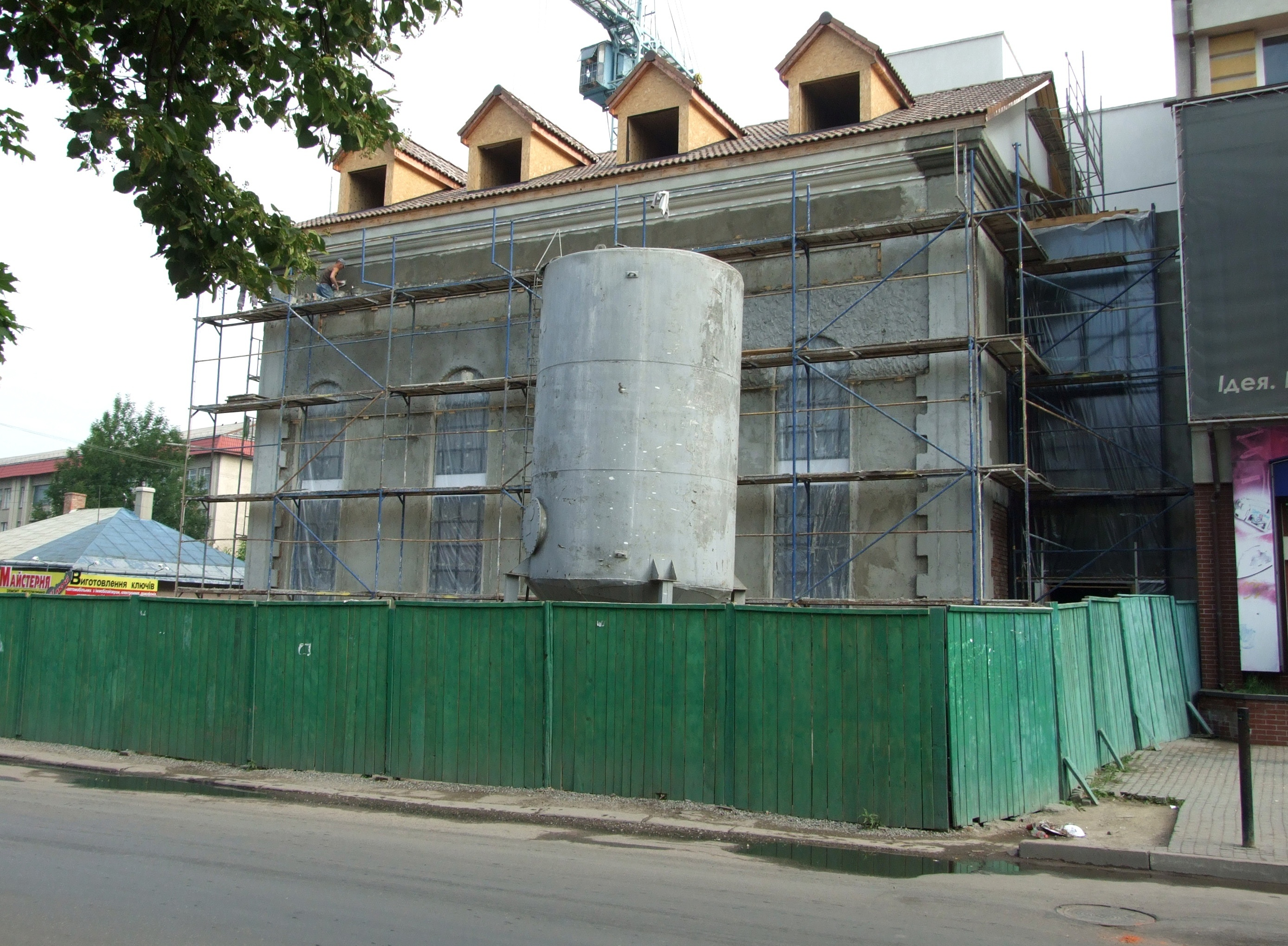
Варильний цех (2012 рік)
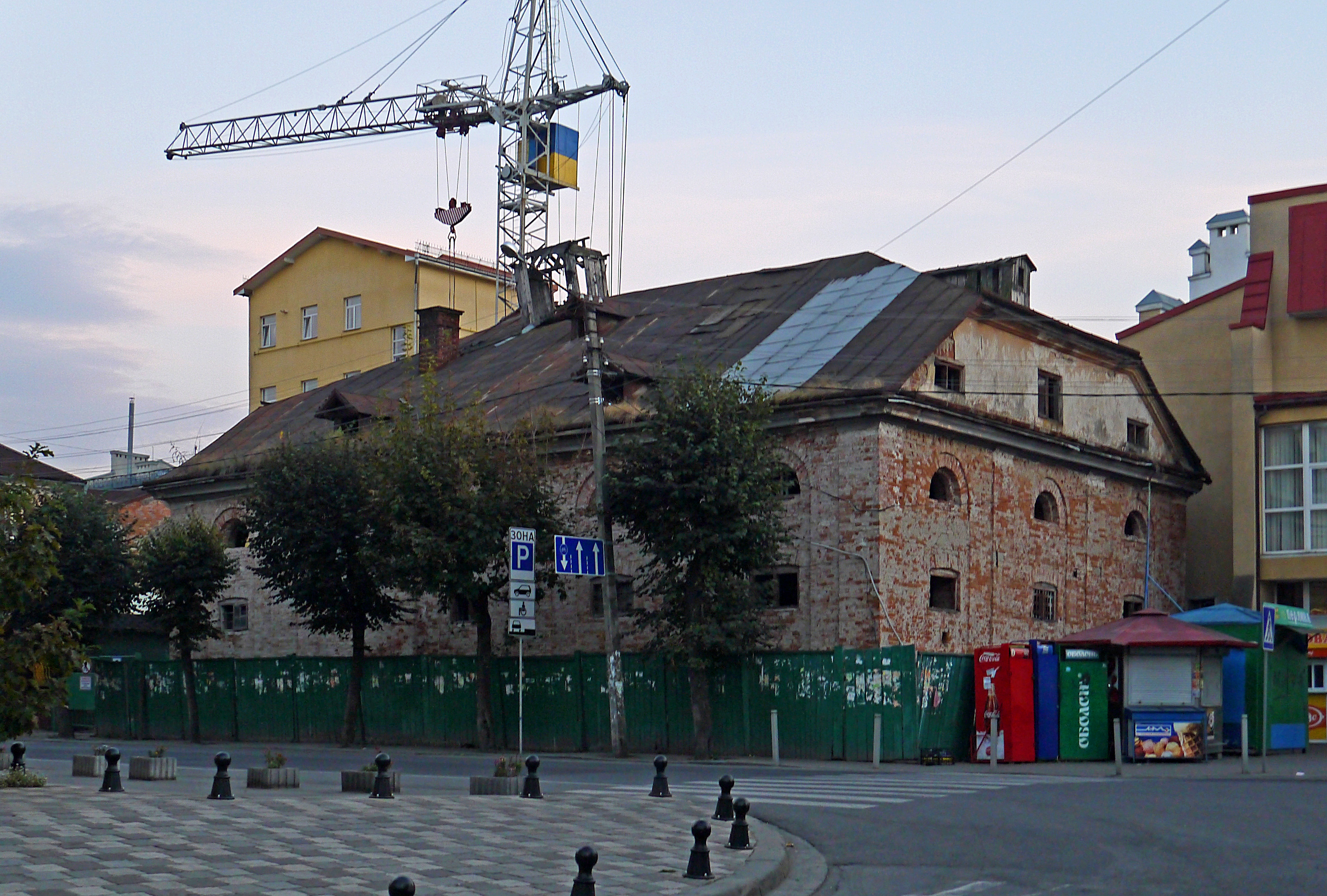
Солодовий цех (2016 рік)
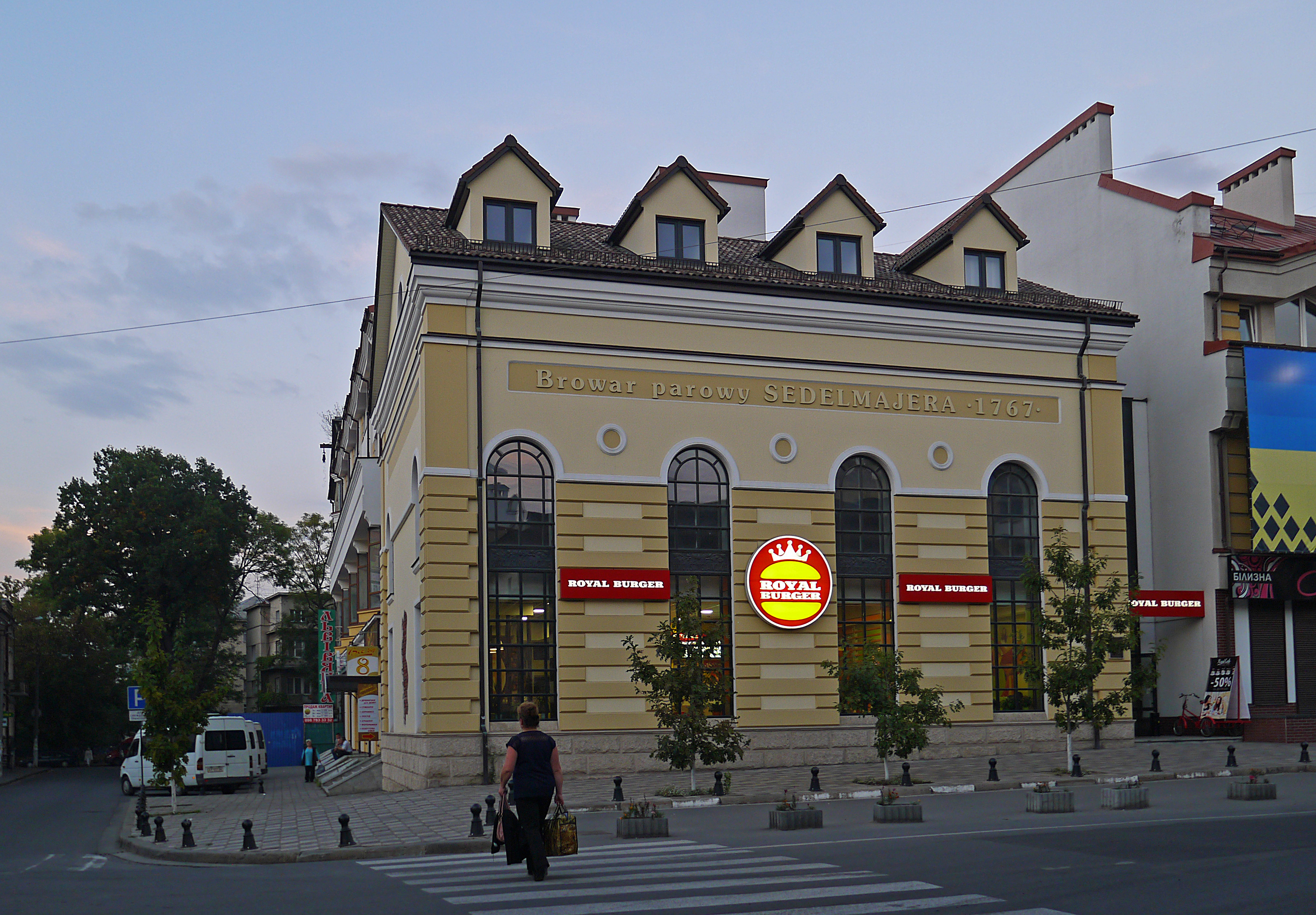
Варильний цех (2016 рік)